# Julius von Payer
Julius Johannes Ludovicus von Payer (Schönau, 1º settembre 1841 – Veldes, 29 agosto 1915) è stato un alpinista, esploratore e pittore austro-ungarico, nato in Boemia (oggi Repubblica Ceca).

## Biografia

### La famiglia e la carriera militare
L’influenza della famiglia fu forte, anche se Julius entrando nella scuola per cadetti ne uscì a soli undici anni. Suo padre, Franz Anton Rudolf Payer, classe 1791, fu un ufficiale degli ulani, fece una buona carriera nell'esercito, occupandosi anche di cartografia e disegno. Congedato nel 1832, si stabilì a Teplitz-Schönau, dove conobbe Blandina Franziska John; la sposò dopo la nascita nel 1836 di Richard, e nel 1841 di Julius; ai figli (nel 1844 nacque anche Hugo), trasmise a quanto pare le sue competenze e sicuramente anche passione, ma morì nel 1855, quando Julius aveva soli quattordici anni. La madre, nata nel 1803, trasmise ai figli sostanzialmente il patrimonio morale della famiglia d’origine, che accompagnava una dignitosa modestia di mezzi al prestigio sociale acquisito dall’aver dato alla città importanti figure nei campi dell’amministrazione, della cultura e della medicina (tra gli altri, il fratello Eduard fu sindaco di Teplitz quando Julius era bambino). Cominciò purtroppo nel 1870 a soffrire disturbi psichici e morì nel 1882. 
Dei fratelli di Julius il minore, Hugo, morì a soli vent’anni, l’altro si allontanò presto ed ebbe una vita quasi parallela alla sua: spirito irrequieto e curioso, dopo studi tecnici lavorò in tutta Europa, poi spostatosi a Manaus per occuparsi di costruzione di strade e ferrovie, si dette ad esplorazioni nell’Amazzonia, di cui fornì una grande carta; tornato in Europa verso la fine del secolo, vi fece ancora molti giri, nei quali si incontrò ancora qualche volta col fratello; l’ultima sua notizia è in un interessante articolo del Neues Wiener Tagblatt del settembre 1912 che ne tratteggia la biografia. Di grande importanza per Julius, che la sentì quasi la sua vera famiglia negli anni della maturità, fu quella del cugino secondo, dalla parte materna, Gustav Pechwill (1819-1905), insigne giurista ed erudito, e della moglie Eugenie Knörlein (1847-1936), militante per i diritti delle donne; la loro corrispondenza, oggi nella biblioteca nazionale austriaca, è la fonte principale della ricostruzione della biografia di Julius, ne spiega molte scelte di vita, come anche la vicinanza di Julius al mondo femminista.
All’epoca i figli degli ufficiali con scarsi mezzi economici beneficiavano di una consistente borsa di studio se iniziavano la carriera militare subito dopo la scuola dell’obbligo, e così Julius fu iscritto nel 1853 all’istituto per cadetti di Lobzowa (nei pressi di Cracovia, in Polonia), dove la formazione era pressappoco quella di un ginnasio; ottimo allievo, al diploma ricevette per premio qualcosa che lo impressionò molto, e ne segnò molte scelte: il libro di Karl Brandes appena uscito sulla spedizione di John Franklin al Polo Nord partita nel 1845, ormai data per perduta, e sulle ricerche ancora in corso per rintracciarla.
Nel 1857 passò quindi a pieno merito all'Accademia militare Teresiana di Wiener Neustadt (vicino a Vienna), dove veniva formata l’élite dell’esercito. Nella primavera del 1859 venne diplomato ed inquadrato col grado di sottotenente di seconda classe nel 36º reggimento di fanteria stanziato a Verona, e con tale grado partecipò alla battaglia di Solferino e San Martino, dove guadagnò la sua prima medaglia. Dal 1860 al 1862 fu di guarnigione a Verona, nel 1863 gli venne assegnato il compito di insegnante di storia presso l'istituto per cadetti di Eisenstadt, incarico che gli fu però revocato perché mostrava un pensiero troppo autonomo. Nel 1866, dopo la promozione al grado di tenente di prima classe, partecipò alla battaglia di Custoza, dove guadagnò una seconda medaglia, poi gli venne assegnato un posto da comandante nella guarnigione di Venezia. Come tenente proseguì la sua carriera militare anche quando i suoi incarichi compresero le attività di esplorazione nelle Alpi e verso il Polo Nord.

### L'attività alpinistica

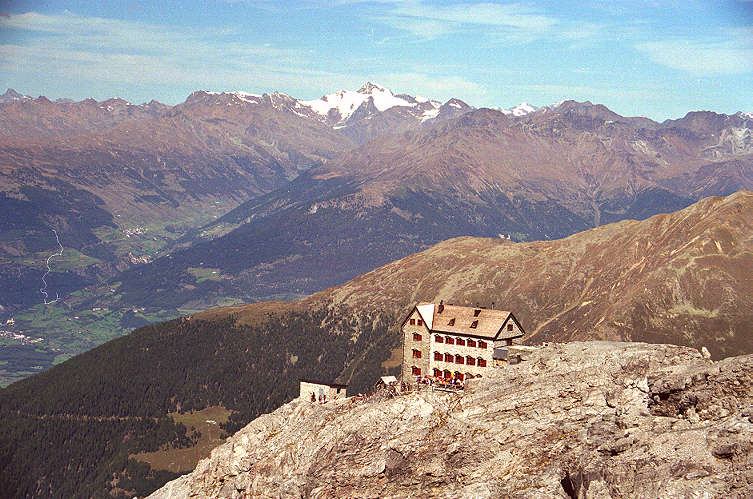
Rifugio Payer

Julius Payer iniziò nel 1862 una serie di viaggi esplorativi nelle Alpi del Tirolo meridionale e negli Alti Tauri, nei periodi in cui non era impegnato dalle sue mansioni di ufficiale.
Dal 1864 al 1868 fece esplorazioni di carattere alpinistico nei due gruppi montuosi dell'Adamello e della Presanella, dove disputò con altri celebri alpinisti dell'epoca, tra cui Douglas William Freshfield, una vera e propria gara per la conquista delle vette, al tempo ancora inviolate. Il 16 settembre del 1864, assieme a due guide della Val Rendena, Girolamo Botteri e Giovanni Caturani, conquistò la vetta dell'Adamello (3539 m). Questa fu la maggiore impresa alpinistica di Payer. Addirittura il giorno successivo, egli cercò, insieme al Botteri, di raggiungere anche la vetta della Presanella (3558 m). Giunto sulla cima, in condizioni meteorologiche particolarmente avverse, scoprì però di essere stato preceduto da altri alpinisti, tra i quali Freshfield, che avevano scalato la montagna il 27 agosto.
Nel 1865 fu la volta del gruppo dell'Ortles-Cevedale, dove Payer effettuò alcune prestigiose ascensioni. Degne di nota, oltre alla conquista della vetta del Cevedale (sino a quel momento inviolata) avvenuta il 7 settembre, la prima ripetizione della via normale nord dell'Ortles e la salita al Gran Zebrù lungo un versante ritenuto molto difficile.
A lui fu intitolato il rifugio Julius Payer, punto di partenza per le scalate della via normale nord dell'Ortles.
Dagli appunti scritti durante i suoi viaggi tra le Alpi e soprattutto durante le ascensioni alle vette, ricavò una carta topografica in scala 1:56.000. Grazie ai suoi rilievi topografici, Payer fu incaricato di prestare servizio all'Istituto Cartografico Militare Austriaco, la cui sede era collocata a Vienna.

### L'esplorazione dell'Artico
Nel 1868 fu invitato dall'illustre geografo tedesco August Petermann a partecipare alla seconda spedizione polare tedesca, capitanata da Carl Koldewey, che ebbe inizio l'anno successivo e si protrasse sino al 1870. Tale missione inaugurò un periodo della sua vita in cui egli si dedicò completamente all'esplorazione dell'Artide, il più delle volte partecipando (anche in veste di capitano) a spedizioni battenti bandiera austriaca.
Nel 1871, assieme a Carl Weyprecht, realizzò una spedizione polare tra Svalbard e Novaja Zemlja, mentre l'anno successivo fu affiancato a Carl Weyprecht, quale comandante delle spedizioni su terra, nella Spedizione polare austro-ungarica (1872-1874), durante la quale venne scoperta la Terra di Francesco Giuseppe.
Al suo ritorno, nel 1874, fu costretto a rassegnare le proprie dimissioni da ufficiale dell'esercito, quasi certamente a seguito dei gravi contrasti verificatisi con Weyprecht nel corso della spedizione, concernenti il ruolo del comando.
Nell'ottobre del 1874 ricevette un cospicuo premio in denaro come ricompensa per la scoperta della Terra di Francesco Giuseppe, e il 24 ottobre del 1876 fu insignito del cavalierato (che gli venne concesso come titolo ereditario).

### Il matrimonio e la carriera artistica
Nel 1877, Payer convolò a nozze con l'ex-moglie di un banchiere di Francoforte sul Meno, dalla quale successivamente ebbe due figli: Jules e Alice.
Per alcuni anni si dedicò allo studio della pittura presso lo Städelsches Institut di Francoforte proseguendoli nel triennio 1880-1882 presso l'Akademie der bildenden Künste di Monaco di Baviera.
Terminati gli studi, iniziò la propria carriera artistica lavorando come pittore a Parigi, dal 1884 al 1890.
In quel periodo la sua vita coniugale cominciava a manifestare una crisi, finché nel 1890 divorziò e ritornò a Vienna, dove fondò una scuola di pittura per donne.
Gli anni successivi della sua vita furono completamente dedicati all'arte, e i viaggi a scopo esplorativo furono accantonati. Solo nel 1895 egli pianificò un viaggio in Groenlandia per poter dipingere dal vivo il Kaiser Franz Joseph Fjord, un fiordo della costa orientale dell'isola.
Infine, nel 1912, all'età di settant'anni, preparò una spedizione per raggiungere in sottomarino il Polo nord geografico.
Morì nel 1915.
In suo onore è stato intitolato un rifugio alpino sulle pendici dell'Ortles, il Rifugio Payer. Una cima di 3056 m della dorsale che unisce il gruppo dell'Adamello al gruppo della Presanella, e il piccolo ghiacciaio sottostante portano il suo nome.

## Opere

### Principali scritti di Payer
- 1864 "Eine Besteigung des Großglockner von Kals aus im September 1963", in Mittheilungen aus Justus Perthes Geographischer Anstalt..., pp. 321-331
- 1865 "Die Adamello-Presanella-Alpen, nach den Forschungen und Aufnahmen...". Mittheilungen aus Justus Perthes Geographischer Anstalt... Ergänzungsheft 17. Gotha, Perthes, 36 p., tavola al frontespizio e una carta 1:56000.
- 1867 "Die Ortler-Alpen (Sulden-Gebiet und Monte Cevedale), nach den Forschungen und Aufnahmen...". Mittheilungen aus Justus Perthes Geographischer Anstalt... Ergänzungsheft 18. Gotha, Perthes. 15 p., tavola al frontespizio e una carta 1:48000.
- 1868 "Die Westlichen Ortler-Alpen (Trafoier Gebiet), nach den Forschungen und Aufnahmen...". Mittheilungen aus Justus Perthes Geographischer Anstalt... Ergänzungsheft 23. Gotha, Perthes. 30 p., tavola al frontespizio e una carta 1:56000.
- 1869 "Die Südlichen Ortler-Alpen, nach den Forschungen und Aufnahmen.... Mittheilungen aus Justus Perthes Geographischer Anstalt... Ergänzungsheft 27. Gotha, Perthes. 30 p., tavola al frontespizio e una carta 1:56000.
- 1872 "Die Centralen Ortler-Alpen (Gebiete: Martell, Laas und Saent), nebst einem Anhange zu den Adamello-Presanella-Alpen". Mittheilungen aus Justus Perthes Geographischer Anstalt... Ergänzungsheft 31. Gotha, Perthes. 36 p., tav. al frontespizio e una carta 1:56000.
- 1876 Die österreichisch-ungarische Nordpol-Expedition in den Jahren 1872-1874: nebst einer Skizze der zweiten deutschen Nordpol-Expedition 1869-1870 und der Polar Expedition von 1871. Wien: Hölder. CVI + 696 p., molte ills. e carte
- 1916 "Julius von Payer über sich selbst", in Mitteilungen des Deutschen und Oesterreichischen Alpenverein n.1/2, pp. 13-14

### In lingua italiana
- Dante Ongari, Storia dell'esplorazione dell'Adamello e della Presanella, in La SAT. Cento anni, 1872-1972, Trento, S.A.T., 1973, pp. 493-595
- Dante Ongari, Note alla carta topografica speciale "Adamello-Presanella" di Julius Payer (aggiornata da Karl Schulz), in SAT 1872-1982, Trento, S.A.T., 1984, pp. 343-350
- Roberto Bombarda, Christian Casarotto, Riccardo Decarli, Dalle Alpi all'Artico. A 140 anni dalla spedizione alla Franz Joseph Land. Catalogo della mostra, Trento, Centro stampa della Regione Trentino-Alto Adige, 2012
- Roberto Coaloa, Mediterraneo imperiale: breve storia della marina da guerra degli Asburgo 1866-1918, Udine, Gaspari editore, 2013 ISBN 978-88-7541-337-8
- Frank Berger, Riccardo Decarli, Alla scoperta di mondi glaciali, Lecco, Alpine studio, 2015 ISBN 978-88-99340-00-1
- Julius Payer, Brenta, Adamello, Ortles · Le esplorazioni alpinistiche 1864-68, Brescia, C.A.I. Sezione di Brescia e Grafo, 2017 ISBN 978-88-7385-964-2
- Francesco Mazzocchi, Julius Payer esploratore, alpinista e geografo (PDF), in Commentari dell'Ateneo di Brescia per il 2018, 2020,  pp. 115-154, ISSN 1594-8218 (WC · ACNP).

### In altre lingue
- (DE)  Constant von Wurzbach, Biographisches Lexicon des Kaiserthums Oesterreich, Wien, Hof- und Staatsdruckerei, vol. 21, 1870, p. 402, voce Payer, Julius, e vol. 22, p. 155-157, voce Peyer, meistens Payer, Julius
- (EN)  Douglas William Freshfield, Italian Alps. Sketches in the mountains of Ticino, Lombardy, the Trentino and Venetia, London, Longman & Green, 1875. Parziale traduzione italiana (capitoli VII-XII e appendici) con originale a fronte: Le Alpi italiane. Schizzi delle montagne del Trentino, Trento, S.A.T., 1971
- (DE)  Friedrich von Hellwald, Im ewigen Eis. Geschichte der Nordpol-Fahrten von den ältesten Zeiten bis auf die Gegenwart, Stuttgart, J. G. Cotta, 1881
- (DE)  Eduard Richter (a cura di), Die Erschliessung der Ostalpen, Berlin, Deutscher und Österreichischer Alpenverein, 1894, e riedizione anastatica Saarbrücken, Fines Mundi, 2012; in vol. 2, pp. 66-176, Louis Friedmann, Die Ortler-Gruppe; vol. 2, pp. 177-244, Karl Schulz, Die Adamello-Gruppe; di questo, traduzione italiana sul sito della sezione di Brescia del C.A.I.
- (DE)  Alois Dreyer, Amelie Malek, Julius v. Payer, in Mitteilungen des Deutschen und Österreichischen Alpenvereins, Band 41 (Jahrgang 1915), n. 17-18 (September), pp. 184-187
- (DE)  Wilhelm Lehnner, Julius Payers Bergfahrten. Erschließungsfahrten in den Ortler-, Adamello- und Presanella-Alpen (1864-1868), München und Regensburg, Manz, 1920
- (DE)  Eduard Brückner, Julius von Payer, in Neue österreichische Biographie 1815-1918, Wien, Amalthea, erste Abteilung, II vol., 1925, pp. 196-206
- (DE)  Eugen Oberhummer, Zum 100. Geburtstag von Julius Payer, in Petermanns Geographische Mitteilungen, Band 88 (Jahrgang 1942), n. 12, pp. 456-461
- (DE)  Eugen Oberhummer, Zum hundertjährigen Gedenken des Polarforschers Julius Payer, in Anzeiger der Akademie der Wissenschaften in Wien, Band 79 (Jahrgang 1942), n. XII-XIII, pp. 123-126; 1. Nachtrag, ibidem, di seguito, pp. 127-129; 2. Nachtrag, ibidem, n. XIV-XV, pp. 205-207; 3. Nachtrag, ibidem, di seguito, pp. 207-208
- (DE)  Robert von Doblhoff, Julius von Payer als Maler, in Polarforschung, Band 21 (1951), n. 1, pp. 17-20
- (DE)  Martin Müller, Julius von Payer, ein Bahnbrecher der Alpen- und Polarforschung und Maler der Polarwelt, Stuttgart, Wissenschaftliche Verlagsgesellschaft, 1956
- (DE)  100 Jahre Franz-Josephs-Land. Zur Erinnerung an die Entdeckungsreise der Österreichisch-Ungarischen Nordpol-Expedition 1872-1874 unter Julius von Payer und carl Weyprecht. Ausstellung in Prunkssaal der Österreichischen Nationalbibliothek. Katalog, Wien, Österreichische Nationalbibliothek, 1973
- (DE)  Frank Berger, Julius Payer. Die unerforschte Welt der Berge und des Eises, Innsbruck, Tyrolia, 2015